# Bulbophyllum mystrochilum
Bulbophyllum mystrochilum là một loài phong lan thuộc chi Bulbophyllum.